# Tim Reid
Tim Reid (Norfolk, 19 de dezembro de 1944) é um ator, comediante e cineasta estadunidense.Conhecido por interpretar o personagem Ray Campbell, na série irmã ao Quadrado, exibida pela Nickelodeon. É casado com a também atriz Daphne Maxwell Reid, que interpretou a segunda versão da Tia Vivian em Um Maluco no Pedaço.

## Filmografia
| Ano       | Filme                                        | Papel                        |
| --------- | -------------------------------------------- | ---------------------------- |
| 1974      | That's My Mama                               | Rev. Armbruster              |
| 1976      | Mother, Jugs & Speed                         | Unity Dispatcher             |
| 1976      | Rhoda                                        | Kitchen Helper               |
| 1977      | The Marilyn McCoo and Billy Davis, Jr. Show  |                              |
| 1977      | Fernwood 2 Night                             | Matthew Johnson              |
| 1977      | The Richard Pryor Show                       | Blind Man                    |
| 1977      | Lou Grant                                    | Detective                    |
| 1977      | What's Happening!!                           | Dr. Claymore                 |
| 1977      | Maude                                        | Policial                     |
| 1978      | ABC Weekend Specials                         | Tillson                      |
| 1978      | WKRP in Cincinnati                           | Venus Flytrap                |
| 1979      | You Can't Take It with You                   | Donald                       |
| 1982      | Benson                                       | Russell, Benson's Brother    |
| 1983      | Teachers Only                                | Michael Horne                |
| 1983      | Simon & Simon                                | Det. Marcel 'Downtown' Brown |
| 1985      | Code Name: Foxfire                           |                              |
| 1987      | Matlock                                      | Danny Miller                 |
| 1987      | Frank's Place                                | Frank Parish                 |
| 1989      | Dead Bang                                    | Chief Dixon                  |
| 1989      | Snoops                                       | Chance Dennis                |
| 1990      | ABC TGIF                                     | Ray                          |
| 1990      | The Fourth War                               | Lt. Col. Clark               |
| 1990      | Perry Mason: The Case of the Silenced Singer | Jack Barnett                 |
| 1990      | Stephen King's It                            | Mike Hanlon                  |
| 1991      | Zorro                                        | Dr. Lorenzo Lozano           |
| 1992      | You Must Remember This                       | Joe                          |
| 1992      | The New WKRP in Cincinnati                   | Gordon Sim / Venus Flytrap   |
| 1992      | Mastergate                                   | Chip Chatworth               |
| 1992      | Highlander: The Series                       | Sgt. Bennett                 |
| 1993      | Say a Little Prayer                          | Thug                         |
| 1994      | Sister, Sister                               | Ray Campbell                 |
| 1994      | Race to Freedom: The Underground Railroad    | Frederick Douglass           |
| 1995      | Simon & Simon: In Trouble Again              | Downtown Brown               |
| 1995      | Out-of-Sync                                  | Det. Wilson                  |
| 1997      | Touched by an Angel                          | Buddy Baker                  |
| 1998      | Linc's                                       | Priest                       |
| 1999      | Just Deserts                                 | Scott Waring                 |
| 2000      | Alley Cats Strike                            | Mayor McLemore               |
| 2002      | Mu Sa Do                                     | Doorman 2                    |
| 2003      | You Wish!                                    | Larry                        |
| 2003      | For Real                                     | Marc                         |
| 2004-2006 | That '70s Show                               | William Barnett              |
| 2005      | On the One                                   | Prophet                      |
| 2005      | The Reading Room                             | Douglas                      |
| 2006      | That's So Raven                              | Jefferson                    |
| 2007      | Trade                                        | Hank Jefferson               |
| 2009      | Roommates                                    | Mr. Stanley Daniels          |
| 2010      | Treme                                        | Jurado                       |
| 2017-2018 | Greenleaf                                    | Bispo Lionel Jeffries        |